# Lulonga
La Lulonga est une rivière de la province de l'Équateur en république démocratique du Congo et un affluent du fleuve Congo. 

## Géographie
Elle est longue d'environ 200 kilomètres, depuis la localité de Basankusu, où se rejoignent les rivières  Lopori et Maringa, jusqu'au village de Lolonga où elle débouche en rive gauche du Congo.